# 마리안 포르티에

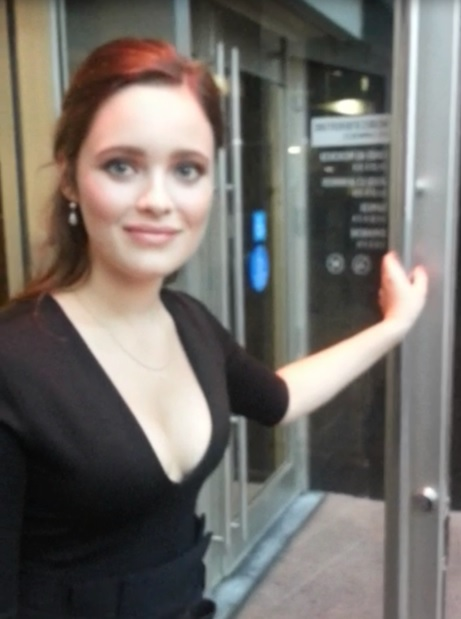

마리안 포르티에(프랑스어: Marianne Fortier, 1993년 11월 2일 ~ )는 캐나다의 배우이다.

## 영화
- 더 추즌 원즈 (2017년) - 델핀 역
- 리플렉시온스 (2012년)
- 오브 마더스 앤 타이즈 (2008년)
- 엄마는 미용실에 계세요 (2008년)
- 오로라 (2005년)